# RTL (radio francese)
RTL, precedentemente Radio Luxembourg, è una emittente radiofonica commerciale francese di proprietà del gruppo lussemburghese RTL, a sua volta controllata dalla multinazionale Bertelsmann AG, con sede in Germania. Fondata nel 1933 come Radio Luxembourg, cambiò nome in RTL nel 1966. Fino al 1981 non ebbe impianti trasmittenti sul territorio francese (la legge autorizzava solo le emittenti pubbliche), dovendo pertanto irradiare il proprio segnale dall'estero. È considerata una delle principali emittenti radiofoniche generalista in Francia, superata da France Inter e seguita da Europe 1.
RTL è una radio con programmazione mista: musica, attualità e giochi. 

## Storia

### Radio Luxembourg

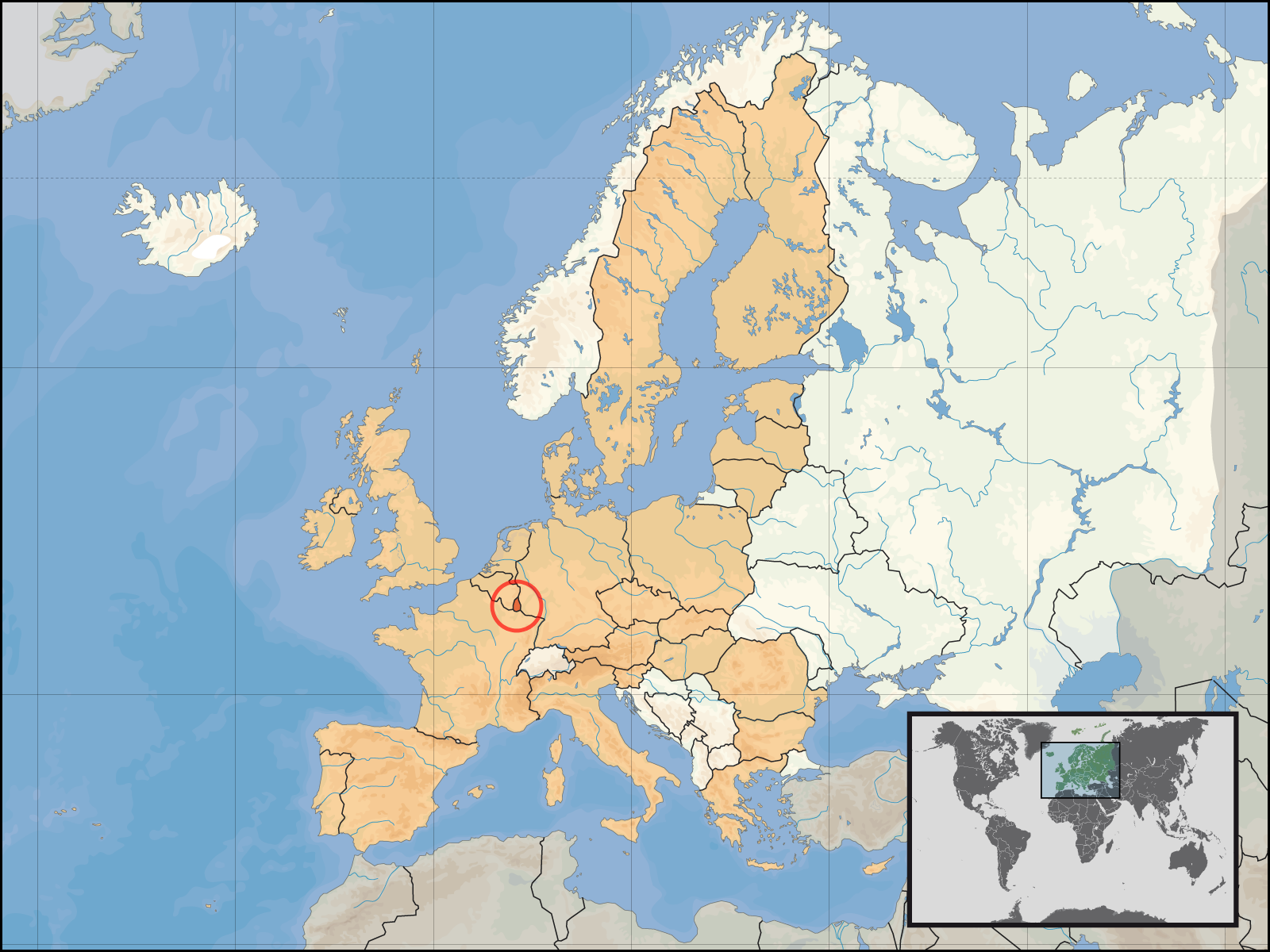
Posizione del Granducato di Lussemburgo (cerchiata), a dimostrazione della sua vicinanza ad altri paesi

Il 19 dicembre 1929 il Granducato del Lussemburgo istituì il monopolio statale della radiodiffusione, ma la legge prevedeva possibili concessioni alle società private che volevano utilizzare la banda radio, con lo Stato che addebitava un importo fisso per l'uso privato della radio.
La Société Luxembourgeoise d'Études Radiophoniques (SLER) fu fondata l'11 maggio 1929 con l'obiettivo di ottenere un contratto di trasmissione dal governo lussemburghese. Questa società era gestita dal lussemburghese François Anen, dall'editore francese Henry Etienne e dall'ingegnere francese Jean le Duc che rappresentava la Compagnie des Compteurs de Montrouge, che possedeva l'84% del capitale del progetto e aveva firmato un accordo segreto per lavorare con il gruppo CSF, il principale azionista di Radio Paris. Quest'ultima voleva creare una potente stazione radio periferica in Lussemburgo, al di fuori delle rigide normative francesi che consentivano solo le stazioni pubbliche. Un accordo tra lo SLER e il governo lussemburghese firmato il 29 settembre 1930 con una durata di 25 anni garantiva al governo lussemburghese una commissione del 30% sui futuri profitti della stazione. L'accordo istituì anche un comitato per la programmazione e un comitato tecnico che ha permesso al governo di regolare la stazione privata.
La Compagnie Luxembourgeoise de Radiodiffusion (CLR) fu fondata il 30 maggio 1931, sostituendo ufficialmente la SLER.
Il 14 gennaio 1933 le trasmissioni sperimentali di Radio Luxembourg iniziarono a 1191 metri (200 kW), una lunghezza d'onda non autorizzata, dal trasmettitore a onde lunghe di Junglinster. L'apertura ufficiale della trasmissione fu il 15 marzo 1933 alle 19:00 con un concerto di musica leggera preregistrato. Radio Luxembourg trasmetteva ogni sera dalle 19:00 alle 23:00, in tedesco, francese e olandese ed era quindi l'unica emittente privata in lingua francese disponibile in Francia e Belgio. I programmi in inglese debuttarono il 3 dicembre 1933 sotto la guida editoriale di Stephen Williams.
La stazione chiuse allo scoppio della seconda guerra mondiale nel 1939, ma riprese il servizio dopo la guerra.
A partire dal 1946, poteva essere ascoltato facilmente in Francia. Fino agli anni '80, solo le reti radio pubbliche francesi potevano trasmettere dalla stessa Francia. Radio Luxembourg era una delle reti private "periferiche" che trasmetteva dall'estero.
Radio Luxembourg guadagnò rapidamente un vasto pubblico in Francia. Negli anni '60 dovette affrontare il successo di un'altra rete periferica dalla Germania, Europe 1, che aveva un linguaggio moderno e attirava il pubblico giovane.

### RTL

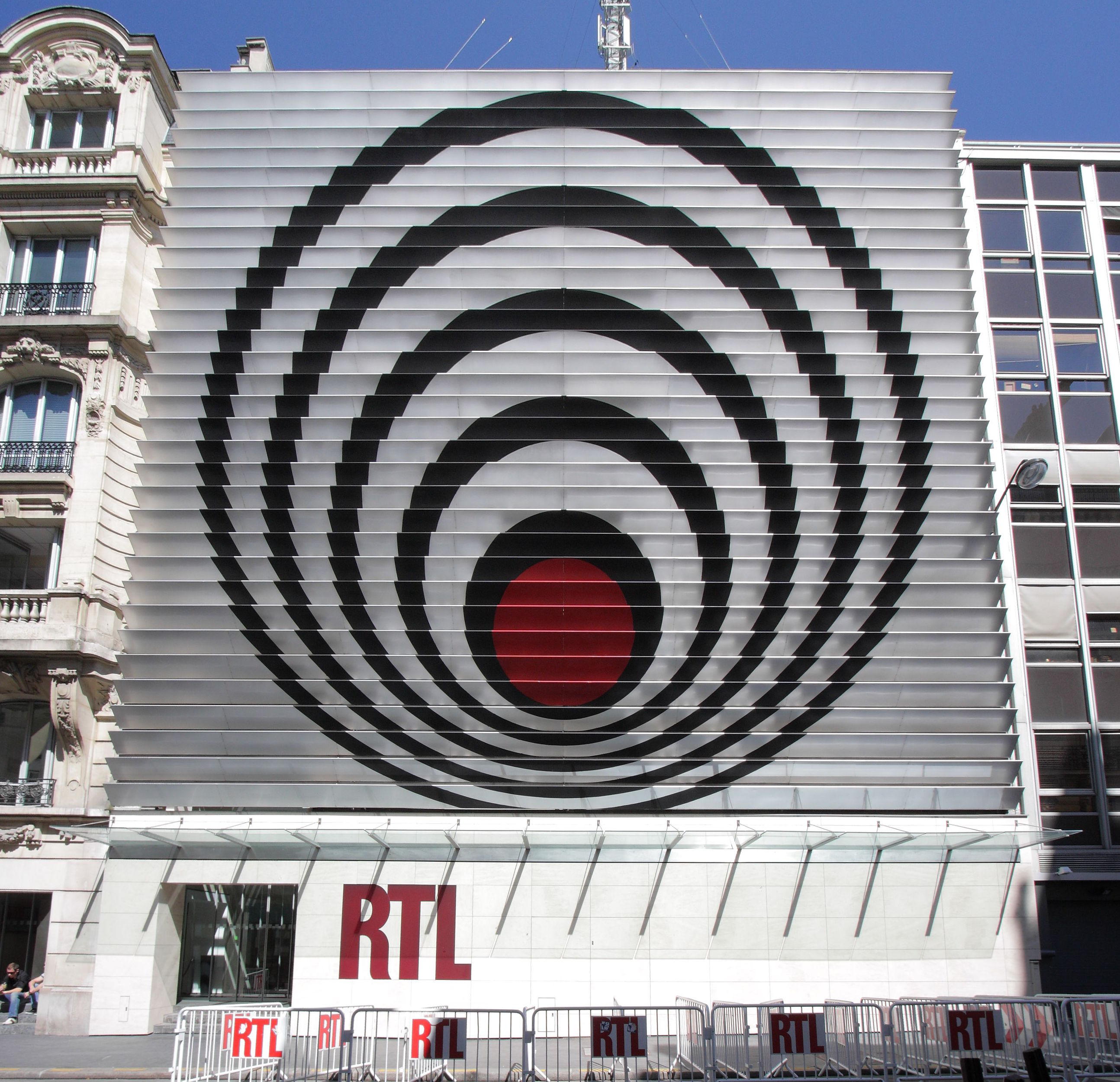
Sede di RTL in Rue Bayard 22 a Parigi

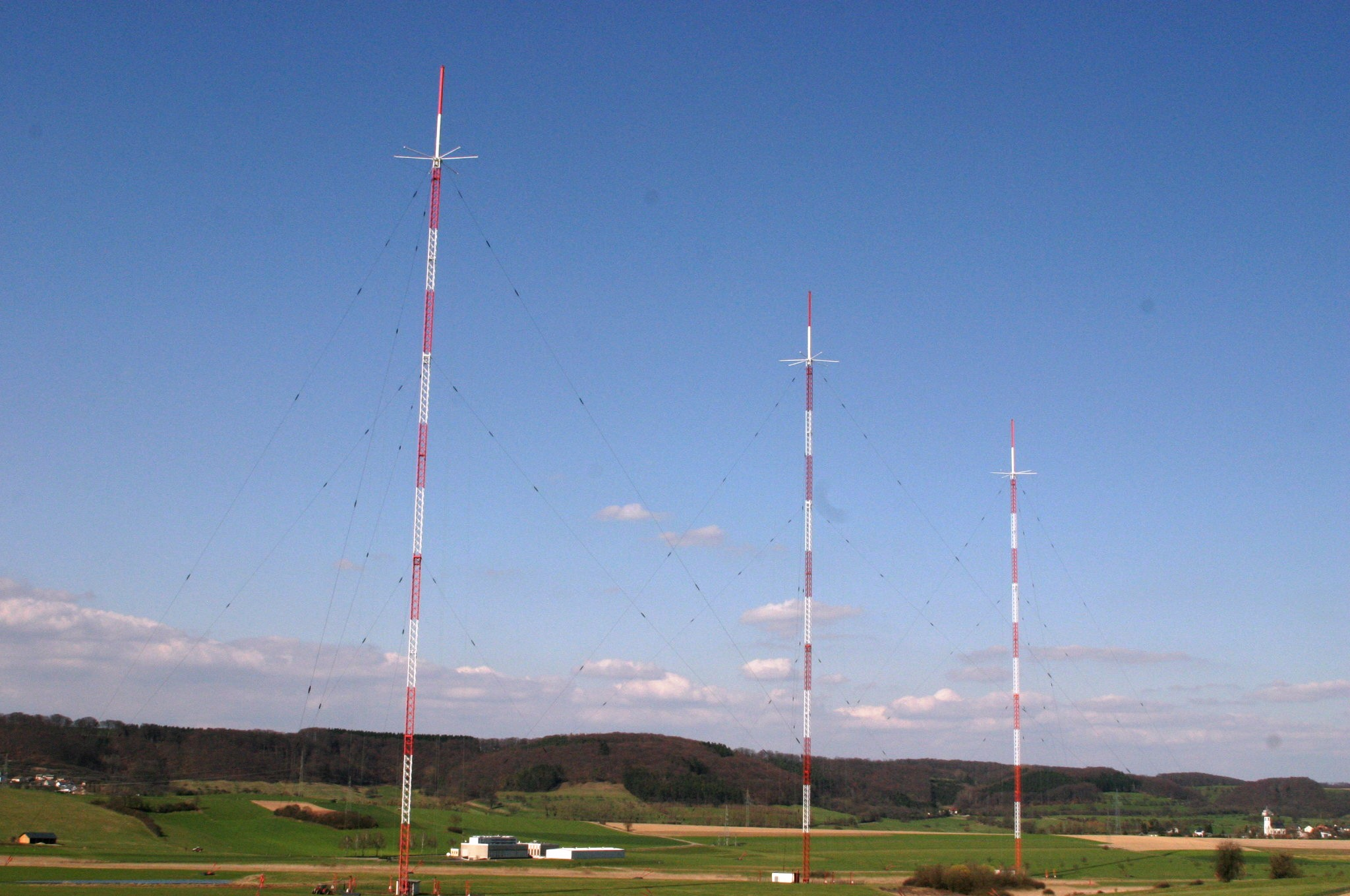
Il trasmettitore ad alta potenza di Beidweiler (Lussemburgo), che fino al 2023 ha irradiato RTL sulla frequenza di 234 kHz in onde lunghe

Col passare degli anni il nome Radio Luxembourg fu considerato inadeguato e limitativo, dato il bacino d'utenza essenzialmente francese. Si decise pertanto di passare all'acronimo "RTL" (abbreviazione di Radio Télévision Luxembourg) a decorrere dall'11 ottobre 1966.
Durante la crisi del maggio 1968, le reti radiofoniche pubbliche francesi erano in sciopero e la TV era considerata troppo succube del governo. Ciò cooperò a rendere RTL e Europe 1 ancor più popolari come fonte d'informazione indipendente, tanto da essere soprannominate "radio delle barricate".
A differenza del trattamento riservato dal governo britannico al servizio inglese lussemburghese, a cui non è mai stato permesso di avere una linea fissa da Londra, il servizio francese ha da tempo i suoi studi principali a Parigi, con una linea fissa da lì al trasmettitore. Di conseguenza, appare all'ascoltatore semplicemente come una grande stazione radiofonica nazionale francese, poiché il collegamento con il Lussemburgo è "minimizzato".
Nel 1981, durante il mandato del presidente François Mitterrand, le stazioni radio gestite da privati furono finalmente autorizzate a trasmettere in Francia. RTL, che ora trasmette in Francia principalmente a 104,3 MHz, fu la rete radiofonica con il maggior numero di ascoltatori dal 1981 al 2002.
Per quanto riguarda gli argomenti trattati, RTL France è una stazione mista. Circa il 50% del palinsesto è costituito da informazioni e programmi incentrati su notizie e attualità, con un ampio team di giornalisti rispettati.
I due principali concorrenti nazionali di Radio Luxembourg sono Europe 1 (un'altra stazione commerciale basata fuori dal paese, che trasmette dalla Saarland, ma è a sua volta dotata di studi parigini) e France Inter. Tra di esse RTL rimase l'ultima ad aver mantenuto in uso lo standard di trasmissione in onde lunghe (abbandonate da Europe 1 nel 2020 e da France Inter nel 2016), irradiando il proprio segnale sui 234 kHz tramite il trasmettitore di Beidweiler, che riusciva a coprire gran parte dell'Europa occidentale; tale servizio è stato infine dismesso il 2 gennaio 2023, ufficialmente per motivi di risparmio energetico. L'emissione avviene altresì in FM tramite i ripetitori sparsi su tutto il territorio francese, oltre a Internet, cavo e satellite.
Nel 1991 è stato istituito un servizio RTL belga separato in lingua francese, denominato Bel-RTL. Destinata alla parte francofona del Belgio con studi a Bruxelles, questa stazione è autorizzata (insieme a molte stazioni commerciali concorrenti) dal governo belga con una rete di trasmettitori FM che copre Bruxelles e la Vallonia. Non ha alcun legame particolare con il Granducato del Lussemburgo se non la sua proprietà da parte della società madre RTL.
Dal 2000 la radio ha attraversato una crisi. Per fermare l'invecchiamento del pubblico di RTL, i gestori delle stazioni hanno imposto cambiamenti che hanno alienato alcuni ascoltatori. Dal 2000 al 2002, RTL ha perso un terzo dei suoi ascoltatori, cadendo al secondo posto nelle classifiche dietro NRJ. Nel novembre 2006, ha raggiunto di nuovo la prima posizione nelle classifiche radiofoniche francesi ma è di nuovo stata superata nel luglio 2012 da NRJ.

### Programmazione
RTL ha un talk show quotidiano molto famoso: Les Grosses Têtes, che è stato trasmesso dal 1977. Altri famosi programmi del passato o attuali di RTL sono:
- RTL Matin, notizie del mattino
- Ça peut vous arriver
- La Tête dans les étoiles
- RTL Soir, notizie della sera
- Les Nocturnes, programma notturno musicale
- Stop ou Encore, programma musicale
- Le Journal Inattendu, programma di notizie
- Le Grand Jury, programma di politica
- Malice, gioco culturale
- Hit Parade, classifica musicale
- La Valise RTL, gioco